# Max Llovera
Max Llovera Gonzàlez-Adrio (* 8. Januar 1997 in Andorra La Vella) ist ein andorranischer Fußballnationalspieler. Der Innenverteidiger spielt seit Beginn seiner Karriere in Spanien und momentan bei CP San Cristóbal in der Tercera División, der fünfthöchsten spanischen Liga.

## Karriere

### Verein
Llovera verbrachte die Anfänge seiner Karriere, neben einem Jahr bei Español Barcelona, in der Jugend von Lleida Esportiu, für die er auch seine ersten Schritte im Profibereich ging.
Nach mehreren Stationen bei katalanischen Vereinen steht er seit 2021 bei CP San Cristóbal unter Vertrag.

### Nationalmannschaft
Sein Debüt in der Nationalmannschaft Andorras gab er am 3. September 2015 im Spiel gegen Israel, seitdem folgten viele weitere Einsätze. Sein erstes und bislang einziges Tor erzielte er am 8. September 2021 gegen Ungarn.